# Mirra Lókhvitskaia
Maria Aleksàndrovna Lókhvitskaia, rus: Мари́я Алекса́ндровна Ло́хвицкая, per matrimoni Gibert (1 de desembre [C.J. 19 de novembre] de 1869, Sant Petersburg, Imperi Rus - 9 de setembre [C.J. 27 d'agost] de 1905, ibid.) fou una poetessa russa que va signar el pseudònim Mirra Lókhvitskaia, rus: Ми́рра Ло́хвицкая.. Durant la seva vida va publicar cinc llibres de poesia, el primer i el darrer dels quals van rebre el prestigiós Premi Puixkin. A causa de la sensualitat eròtica de les seves obres, Lókhvitskaia va ser considerada com la "Safo russa" pels seus contemporanis, la qual cosa no es corresponia amb el seu estil de vida conservador de dona dedicada i mare de cinc fills. Oblidada en temps soviètics, a finals del segle XX el llegat de Lókhvitskaia va ser revalorat i va ser considerat com una de les més originals i veus influents de l'edat de plata de la poesia russa. Alguns investigadors la consideren la fundadora de la “poesia femenina” russa del segle xx, que va obrir el camí per a Anna Akhmàtova i Marina Tsvetàieva.

## Inicis
Maria Lókhvitskaia va néixer el 19 de novembre de 1869 a Sant Petersburg, Rússia. El seu pare, Aleksandr Vladímirovitx Lokhvitski (1830-1884) era un conegut advocat de l'època, famós pels seus discursos públics, autor de diversos treballs acadèmics sobre jurisprudència. La principal font d'aspiracions creatives de la jove Maria, però, va ser la seva mare Varvara Aleksàndrovna (de soltera Hoer, russificat com a Гойер Goyer), una dona d'origen francès o alemany ben educada, aficionada a la literatura i la poesia. La germana petita de Lókhvitskaia, Nadejda, es convertiria més tard en un escriptora humorística coneguda amb el pseudònim de Teffi; el seu germà Nikolai Lokhvitski (1868–1933), un general que va comandar un cos d'exèrcit a França durant la Primera Guerra Mundial, va participar al Moviment Blanc durant la Guerra Civil Russa (i va comandar durant un temps el 2n exèrcit de Koltxak). Una altra germana, Ielena Lókhvitskaia (1874-1919) va escriure poesia, va traduir Maupassant (juntament amb Teffi) i va ser membre de la societat d'escriptors dramàtics, però mai no es va considerar professional. De les altres dues germanes de Mirra només se'n coneixen els noms: Varvara Aleksàndrovna (per matrimoni Popova) i Lídia Aleksàndrovna (Kojina).
El 1874 la família Lokhvitski es va traslladar a Moscou. El 1882 Maria es va inscriure a l'Institut Aleksandrinski de Moscou, en el qual es va graduar el 1888. La informació que el seu professor de literatura russa fou Apol·lon Màikov és errònia (en aquells anys vivia a Sant Petersburg). Als quinze anys, Lókhvitskaiava començar a escriure poesia i es va notar immediatament el seu talent poètic. Poc abans de graduar-se, va publicar els seus dos poemes amb permís de les autoritats de la universitat, en un fulletó separat. Després de la mort del seu marit, Varvara Alexandrovna amb les seves filles menors va tornar a Sant Petersburg. Maria va fer el mateix quatre anys més tard, ara com una jove mestra. El 1888 van ser publicats diversos dels seus poemes, signats com a M. Lókhvitskaia, a la revista Séver (nord). Diverses revistes literàries populars es van interessar per la jove debutant i aviat va aparèixer el sobrenom "Mirra". Una llegenda familiar proposa que tenia a veure amb les misterioses paraules de comiat del seu moribund avi Kondrat: "i el vent escampa l'olor de mirra". De les memòries de la germana menor, Teffi, es dedueix que hi ha almenys una versió més de l'origen del pseudònim.
| « | Més enllà de la sospita, només hi havia el germà gran, una criatura plena d'ombrosa ironia. Però un cop, quan després de les vacances d'estiu va marxar cap al liceu, es van trobar restes de paper a la seva habitació amb algunes exclamacions poètiques i una línia de vegades repetida: “Oh Mirra, la lluna pàl·lida!”. Ai! I va escriure poesia! Aquest descobriment va causar una forta impressió en nosaltres, i, com ja sabeu, potser la meva germana gran Maixa (Maria), convertida ja en una famosa poetessa, va agafar el pseudònim de Mirra Lókhvitskaia per ella mateixa a causa d'aquesta impressió. | » |

Com assenyala T. Aleksàndrova, l'esmentada línia és una traducció distorsionada del començament del romanç en italià "Mira la bianca luna", esmentat a la novel·la d'Ivan Turguénev Niu de nobles. És possible que aquest romanç pogués ser interpretat per Maixa Lókhvitskaia, que va estudiar cant "italià" a l'institut.

### Carrera literària

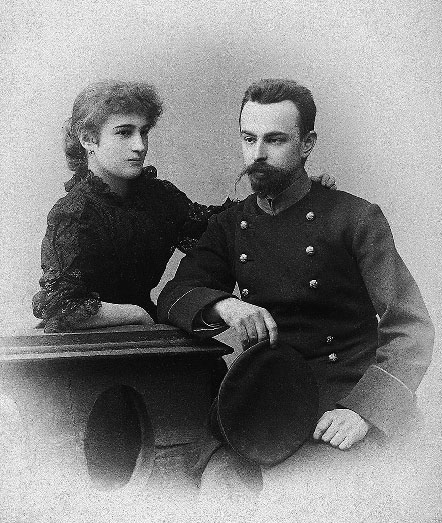
Mirra i Ievgueni (Eugène) Gibert

Lókhvitskaia va assolir la fama el 1891 després del seu primer poema llarg, "Al costat del mar" (У моря), aparegut al número d'agost de la revista Rússkoie Obozrénie ("Revisió russa"). Es va convertir en una figura popular als cercles literaris de Petersburg i va fer amistat amb Vsévolod Soloviov, Ieronim Iassinski, Vassili Nemiróvitx-Dàntxenko, Piotr Gnéditx i Vladímir Soloviov. In late 1891, finals de 1891, Lókhvitskaia es va casar amb Ivegueni (Eugène) Gibert, enginyer de la construcció francès, i la parella es va traslladar primer a Iaroslavl, i després a Moscou. Van tenir cinc fills.
El primer gran llibre de Lókhvitskaia una col·lecció anomenada Poemes, 1889–1895 (rus: Стихотворения, 1889–1895), va tenir un èxit instantani i un any després (1896) va rebre el prestigiós Premi Puixkin,." Mai des de Fet no recordo cap poeta real que hagués guanyat el seu propi públic tant com ella", va escriure el seu amic Vassili Nemiróvitx-Dàntxenko. El Volum II (1896–1898) va aparèixer el 1898 i dos anys més tard es va republicar, junt amb el primer volum, a l'edició La completa....
El tercer recull d'obres de Lókhvitskaia, "Poemes (1898-1900)", es va publicar el 1900. A més de nous poemes, es van incloure tres obres dramàtiques: Ell i ella. Dues paraules, rus: Он и Она. Два слова, Camí cap a l'est, rus: На пути к Востоку i Vandelin, rus: Вандэлин. Quan va sortir aquest tercer recull, Lókhvitskaia era la poetessa més popular i estimada de Rússia. Tanmateix, lluny de gaudir de la fama, va passar els últims cinc anys de la seva vida en dolor físic i agitació mental.

## Mort
Es desconeix encara la causa exacta de la mort de Lókhvitskaia. La seva salut va començar a deteriorar-se a finals de la dècada de 1890: es queixava d'insomni i malsons violents, va patir atacs de depressió severa i més tard va experimentar una estenocàrdia crònica que fins i tot va empitjorar. El 1904 la malaltia de Lókhvitskaia va progressar; Va estar prostrada al llit durant la major part de l'any, torturada pel dolor i l'ansietat. Els primers dies de l'estiu de 1905, la família la va traslladar a Finlàndia, on la seva condició va millorar lleugerament, però de tornada va ser hospitalitzada.
Mirra Lókhvitskaia va morir el 27 d'agost de 1905. La tuberculosi sovint ha estat citada com a causa de la mort, però aquesta afirmació es va mantenir sense confirmar i no es va mencionar en cap dels obituaris. El 29 d'agost, Lókhvitskaia va ser enterrada a l'Església de Dukhovskaia del monestir d'Alexandre Nevski. Només un petit grup de familiars i amics van assistir a la cerimònia. Entre els absents hi havia Konstantín Balmont de qui es diu que havia estat enamorada apassionadament. L'estrès d'aquesta relació estranya fou, segons creien alguns, el que havia desencadenat la seva crisi psicològica i va provocar la seva desaparició moral i física. "La seva mort va ser enigmàtica. La pertorbació espiritual va ser-ne la causa", va escriure l'amiga de Lókhvitskaia, Izabel·la Grinévskaia, a les seves memòries.

## Relació amb Konstantín Balmont

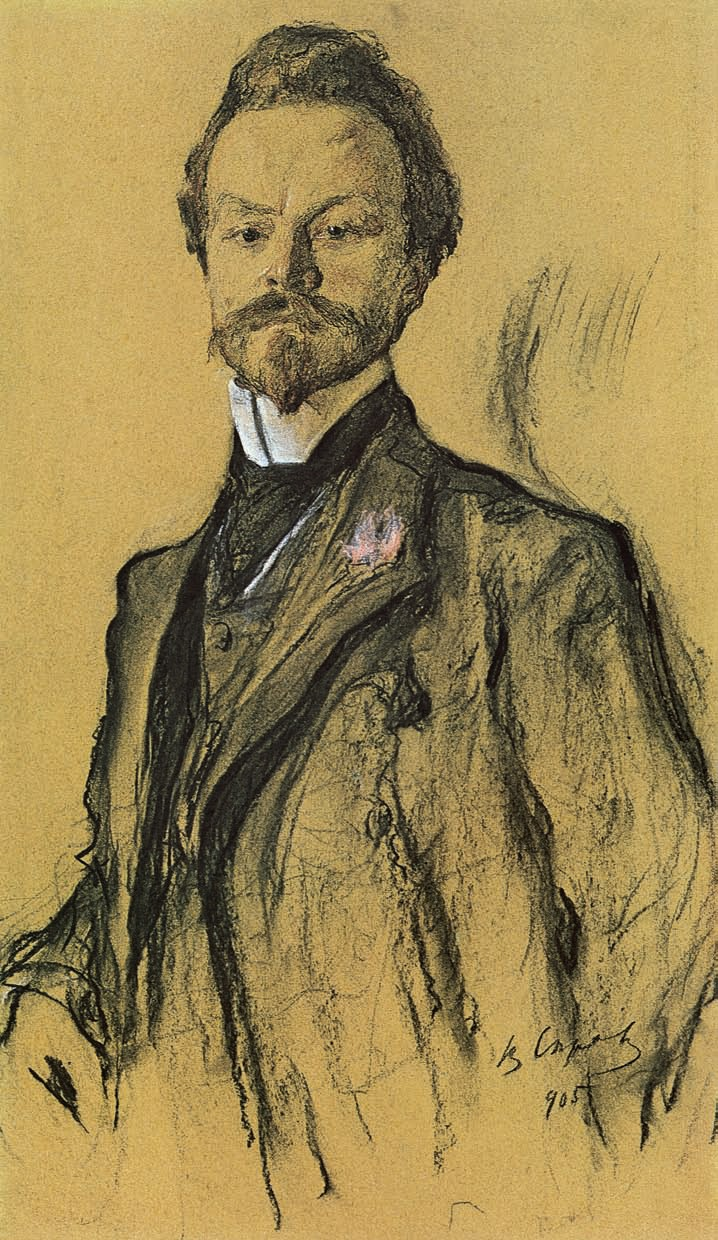
Konstantín Balmont

Lókhvitskaia i Balmont es van conèixer per primera vegada a mitjans de la dècada de 1890, a Crimea. En compartir opinions similars sobre la poesia en general, i la seva línia de desenvolupament simbolista en particular, aviat es van convertir en amics íntims. El que vingué a continuació, però, no va ser un afer trivial, sinó un peculiar i obscur diàleg poètic ple d'al·lusions, i per desxifrar-ne els detalls del qual s'hauria d'examinar tot el gruix del patrimoni d'ambdós poetes. En la poesia de Lókhvitskaia, el seu amant figurava com a "Lionel", pel personatge de Percy Bysshe Shelley (va ser Balmont qui va traduir al rus la major part de la poesia anglesa de la dècada de 1890), un jove amb rínxols "del color del sègol madur" i els ulls "que verdegen com la mar".
Aquesta afer va provocar una discussió pública i sovint era coneguda com a "escandalós". Si Lókhvitskaia i Balmont havien estat físicament a prop, no queda clar. Alguns van suggerir que podrien haver tingut una breu història durant els primers dies; En els últims anys, fins i tot en termes geogràfics, tots dos es van diferenciar, Balmont va passar gran part del seu temps a l'estranger. En la seva autobiografia A l'alba, rus: На заре va descriure la seva relació com a "amistat poètica". Els historiadors literaris moderns consideren que la seva relació fou una cosa realment platònica, tot i que violentament apassionat, frustrant i psicològicament perjudicial per a tots dos.
El 1901 Balmont i Lókhvitskaiaa es van reunir, pel que sembla, per última vegada. Des d'aleshores, la seva relació es va limitar a diàlegs poètics construïts enigmàticament, plens de demandes i amenaces per part seva i precs de misericòrdia per part d'ella. Aparentment, tots dos es prenien seriosament el món compartit de terror i passió creat per ells mateixos. Balmont es queixava contínuament en les seves cartes d'estar "posseït",, mentre Lókhvitskaia es va submergir en un desconcert de visions violentes que, juntament amb els sentiments de culpabilitat envers la seva família, podrien haver portat a una malaltia que, evidentment, tenia arrels psicosomàtiques. Alguns (inclosa Aleksàndrova) consideren la implicació de Valeri Briússov, rival / amic íntim de Balmont, com a factor més perjudicial. El fet ben divulgat que Briússov (que odiava Lókhvitskaia, en pensar que intentava "robar-li" un amic seu) fes incursions en la màgia negra, va afegir un toc gòtic a tot l'afer.

## Personalitat
Persones que van conèixer personalment Lókhvitskaia després van parlar del fort contrast entre la reputació « bacanal » del poeta i la seva persona real. L'autora aficionada a les imatges eròtiques (que alguns crítics titllaven de ‘pornogràfiques’) en realitat va ser, segons Ivan Bunin, “la dona més casta de Sant Petersburg, una dona fidel i una mare virtuosa”. Jugant a la "bellesa oriental" a casa, rebia els visitants estirada lànguidament al sofà. Tot i així, segons Bunin, no hi havia cap rastre de pretensió darrere d'aquesta postura; al contrari, l'amfitriona gaudia molt de la conversa, de fet, sobre coses divertides i trivials, mostrava enginy i desarmava l'autoironia.
En el cercle dels seus amics literaris, Lókhvitskaia estava envoltada d'una "aura d'adoració"; semblava que tot home, segons un biògraf, "estigués una mica enamorat d'ella." Entre ells hi havia Bunin. En una àmplia galeria dels seus retrats literaris (la majoria d'ells caricatures crues), Lókhvitskaia era l'única persona a qui recordava afectuosament. "Tot era encisador: el so de la seva veu, la vivacitat del seu discurs, la resplendor dels seus ulls, la seva meravellosa gràcia. El color de la cara era excepcionalment bell: opac i suau, com el d'una poma madura de Crimea", va escriure Bunin a les seves memòries.
Lókhvitskaia era reservada, assistia a festes literàries en rares ocasions i no sembla que triomfés necessàriament. "Quan entrava a l'escenari, hi havia una mirada d'impotència sobre ella com per treure-li tot l'atractiu", va escriure l'autor religiós Ievgueni Pogojev (Posselianin), tot recordant un vespre. La timidesa de Lókhvitskaia fou una de les raons per les quals es va esmentar tan poca cosa d'ella en l'extens cos de memòries de l'edat de plata russa. L'influent crític Akim Volinski va confessar una vegada: "Lamentablement, Lókhvitskaia, una de les dones més intrigants de l'època, va deixar una impressió vaga a la meva memòria"."
El bon aspecte, sens dubte, va tenir un paper important, d'entrada, en la meteòrica ascensió a la fama de Lókhvitskaia, Segons Aleksàndrova,
| « | No tothom volia veure que l'atractiu extern es combinava, en la poetessa, amb una ment viva, que amb el pas del temps va començar a revelar-se cada cop més clarament en les seves lletres. El drama de Lókhvitskaia és el drama habitual d'una dona bella en què la gent no reconeix res més enllà del seu atractiu físic. | » |

## Llegat
La poesia de Mirra Lókhvitskaia no va ser innovadora; Els crítics contemporanis la lloaven per la lleugeresa del tacte, la qualitat musical rara i, de vegades, una enlluernadora perfecció tècnica. En retrospectiva, va resultar que l'obra de Lókhvitskaia portava un element profundament novedós, el que un crític va anomenar "la celebració directa de la cosmovisió femenina". En aquest sentit, Lókhvitskaia és considerada la fundadora de la poesia femenina russa i una antecessora de figures tan innovadores com Anna Akhmàtova i Marina Tsvetàieva.
Un altre aspecte original de la poesia de Lókhvitskaia era la seva insòlita franquesa; Va ser la primera dona de la literatura russa a gaudir d'una total llibertat d'expressió pròpia, i a parlar obertament de sensualitat, passió i sexe. La famosa frase "Aquesta felicitat és voluptuositat", rus: Это счастье - сладострастие, resumia la seva actitud i sovint ha estat citada com la seva "línia de signatura" escollida.
Però, mentre que les passions d'amor continuaven sent el principal element de la poesia de Lókhvitskaia, el seu context es transformava de manera ràpida i dramàtica, i convertí la dècada del seu regnat en la poesia russa en un camp intrigant per a la investigació literària. El crític i autor Semion Venguérov que la va classificar entre els "poetes russos destacats" va escriure (al Diccionari Enciclopèdic Brockhaus i Iefron):
| « | La història de l'erotisme literari de Lókhvitskaia es pot dividir en tres períodes. El seu primer volum, per tots els seus tocs de cinisme, està marcat per una ingenuïtat clàssica. Les "dolces cançons d'amor" en van plenes, però s'adrecen al seu marit que li va portar "felicitat i alegria". Al volum II, aquesta tonalitat de l'alegria d'un adolescent autoconscient desapareix sense deixar rastre. La senyora cantant es converteix en extremadament agressiva ... El volum III la porta a la tercera i última fase amb la foscor que ofega la llum. Ja no hi ha alegria: la desesperança, el sofriment i la mort és el que preocupa Lókhvitskaia. La lúcida senzillesa ha desaparegut, i donen pas a la peculiaritat decorativa, amb les trames cada cop més subtils i exquisides. | » |

Al cinquè i últim volum no queda cap rastre de lascivisme. Lókhvitskaia va excloure tots els poemes adreçats al seu "amant espiritual", i el que va deixar suposa una fina col·lecció d'elegies plenes de premonicions fosques, faules quasi religioses i comiats amb prou feines velats als seus fills. Després de la seva mort el 1905, sovint s'han citat les línies d'un poema de finals dels anys 1890 que sonava com un epitafi perfecte:
| « | (rus) Я хочу умереть молодой. Золотой закатиться звездой. Облететь неувядшим цветком. Я хочу умереть молодой... ... Пусть не меркнет огонь до конца И останется память о той, Что для жизни будила сердца. Я хочу умереть молодой! | (català) M'estimo més morir jove. Davallar com una estrella d'or Caure com una flor encara fresca M'estimo més morir jove... ... Que cremin les fogueres fins al final I el record romangui sempre D'aquell que va pertorbar el cor de la gent per tal de donar-los vida M'estimo més morir jove | » |
| — | | |   |

Segons Venguérov, que va negar-se a veure en ella un poeta "decadent", hi havia nombrosos conceptes erronis sobre Lókhvitskaia. "Totalment desproveïda de feblesa i vaga extravagància" (generalment associada amb el moviment decadent rus), estava "desitjosa de gaudir de la vida, i declarava el seu dret a fer sentir els seus sentiments amb tota la poderosa plenitud de la seva ànima", va mantenir. De fet, "l'agilitat de la poetessa s'assemblava molt als reptes del marxisme", opinava la crítica (un marxista mateix), mentre que les seves "opinions sobre el sentit i la raó de la vida pertanyien a la tradició oriental", fins i tot. si es "canalitzava a través d'un tema amorós estret". Si hi havia una cosa en la poesia de Lókhvitskaia que arruïnava la majoria dels seus contemporanis,aquesta era la seva manca de consciència social gairebé demostrativa.
Alguns la van veure com la poetessa mística per excel·lència. Viatxeslav Ivànov, parlant de l'enigma de Lókhvitskaia, es va meravellar amb la seva “naturalesa gairebé antigament harmònica”. "Va acceptar el cristianisme amb tota l'alegria de l'ànima ininterrompuda de l'estranger pagà, responent a les demandes cristianes amb la seva bondat natural i saludable", segons Ivànov. La descrigué com a "caràcter bacanal" original (enfront del "proto-modern"):
... Com a veritable dona bacanal, portava en si mateixa una perspectiva fatalment polaritzada. La passió crida i rep la resposta de la mort; el plaer porta dolor. La bellesa de l'amor eròtic i els horrors demoníacs de la violència la van inspirar en la mateixa mesura. Amb una atrevida curiositat, es va gronxar sobre abismes de tortura. Posseïda pels encants diabòlics de l'edat mitjana, es va convertir extasiada en una de les bruixes que han conegut totes les alegries dels sàbats i els incendis ardents.
 L'estudiosa moderna Tatiana Aleksàndrova (autora de Mirra Lókhvitskaia: Condemnada a fondre's en vol, 2008) també va veure a la poetessa més una visió mística que una "cantant apassionada". Citant el breu poema de Lókhvitskaia(escrit el 1902, molt abans fins i tot de la primera Revolució Russa):
| « | (rus) Мне ненавистен красный цвет За то, что проклят он. В нем – преступленья долгих лет, В нем – казнь былых времен... | (català) Odio el color vermell Perquè és per sempre maleït En ell - tots els crims de temps passats En ell - condemnes a mort del passat... | » |

... va opinar que "... aquest poema era en si mateix un motiu prou bo perquè el llegat de Lókhvitskaia romangués inèdit en els temps soviètics".

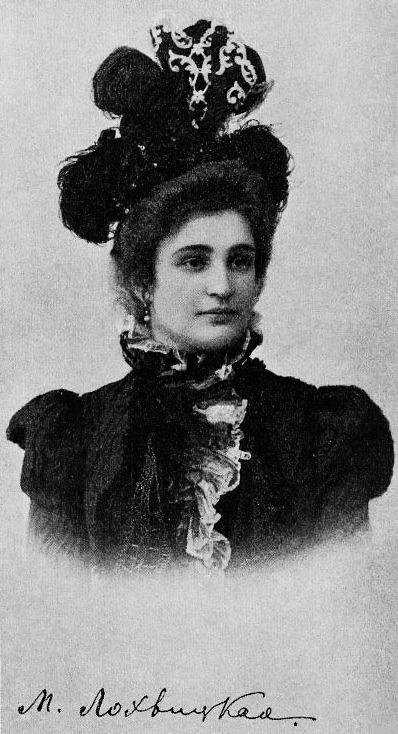
Lókhvitskaia el 1901

El crític de l'edat de plata Aleksandr Izmailov (escrit el 1905) va classificar Lókhvitskaia com la més gran poetessa russa que ha existit mai ("o, millor dit, l'única per manca de competència"). "
| « | Ardent, apassionada, femenina, elegant, de vegades en els seus poemes massa nerviosa, gairebé dolorosa, però sempre individual, era una estranya combinació de terra i cel, carn i esperit, pecat i impuls, alegria local i anhel de "la felicitat d'una terra estranya", al proper "regne de la santa bellesa". | » |

Mikhaïl Gerxenzon deplorava la manera en què Lókhvitskaia havia estat totalment malentesa pel lector en general;
| « | Els poemes de Lókhvitskaia no es van apreciar i no van penetrar en el “gran públic”, però els amants de l'aroma delicat de la poesia i la música del vers van poder apreciar el seu notable talent i per a ells la seva recent mort va ser una pèrdua. | » |

En parlar de la recopilació pòstuma Abans del capvespre, rus: Перед Закатом, va escriure:
| « | En primer lloc, els versos de Lókhvitskaia són encantadors. Tota l'obra és relativament rara: certament no acabava el seu disseny poètic i sovint l'encarnava quan encara no ho tenia clar. Però una estrofa diferent, un vers a part, sovint assolia la seva perfecció clàssica. Sembla que cap dels poetes russos es va apropar a Puixkin en el sentit de la puresa i la claredat del vers com aquesta poetessa; les seves estrofes es recorden gairebé tan fàcilment com les de Puixkin. | » |

Resumint el desenvolupament de Lókhvitskaia al llarg dels anys, Gerxenzon va escriure:
| « | (...) en les seves darreres obres ja sonen ecos del passat: l'ànima de la poetessa es va fer més tranquil·la i més profunda; per la passió, per la coberta colorista de l'ésser, se li va revelar una connexió misteriosa de fenòmens, com si les parets s'haguessin apartat i la mirada penetrés en la misteriosa distància. | » |

La popularitat de la poesia de Mirra Lókhvitskaia es va esvair ràpidament després de la seva mort. Ígor Severianin es va fascinar amb ella i fins i tot va anomenar el seu món de fantasia Mirràl·lia, però a la dècada de 1920 el nom de Lókhvitskaia va caure en l'oblit. Tant la diàspora russa com la soviètica van qualificar l'autora i les seves obres de “mentalitat estreta, banal, sàvia de saló literari i vulgar”. Les paraules sovint citades de Valeri Briússov - "La futura antologia completa de la poesia russa comptarà amb uns 10-15 dels poemes veritablement impecables de Lókhvitskaia ..." - eren només una part de la seva afirmació, la segona meitat de la qual ("... però el lector atent sempre es mostrarà emocionat i es deixarà endur pel drama interior de l'ànima de Lókhvitskaia, capturat per ella en tota la seva poesia") va ser invariablement omesa. Durant més de noranta anys, Lókhvitskaia va romandre inèdita a la seva terra natal.
Els anys 90 van començar a canviar la situació. El Dictionary of Russian Women Writers (1994) 
va assenyalar que el paper de Lókhvitskaia en la poesia femenina “encara espera una avaluació equilibrada i justa” i que la seva “influència sobre els contemporanis i poetes posteriors tot just comença a ser reconeguda”. L'eslavista estatunidenc V. F. Markov va qualificar el llegat de Lókhvitskaia com "un tresor de la consciència", suggerint que Va ser ella i no Akhmàtova qui "va ensenyar a les dones [russes] a parlar". Els estudiosos moderns de l'obra del poeta reconeixen la justícia del retret respecte a l'“estretor” del món poètic de Lókhvitskaia, però fan notar la indubtable profunditat d'aquest últim. Tal com va escriure Viatxeslav Ivànov, "la seva profunditat era la profunditat del sol, plena de llum i, per tant, no semblava la profunditat d'una aparença insòlita"
A la dècada del 2000, Larisa Novoseltseva va escriure diverses cançons basades en la poesia de MMirra Lókhvitskaia.